# Let It Snow (2019)
Let It Snow (bra: Deixe a Neve Cair; prt: Quando a Neve Cai) é um filme americano de comédia romântica natalina dirigido por Luke Snellin baseado no romance de 2008 de mesmo nome de Maureen Johnson, John Green e Lauren Myracle. O filme foi lançado em 8 de novembro de 2019 na Netflix.

## Sinopse
Na véspera de Natal em Laurel, Illinois, Julie Reyes se depara com o astro pop em ascensão, Stuart Bale, em um trem. Ele a confunde com paparazzi quando ela tenta devolver o telefone para ele, o que ela se ofende, apesar de suas desculpas. Depois que o trem é parado por neve nos trilhos, Julie sai para caminhar para casa, Stuart se junta a ele e oferece um almoço em um restaurante local chamado Waffle Town. Ela relutantemente concorda e também salva Stuart de um grupo de fãs de torcida. Ela revela a Stuart que foi aceita na Universidade Columbia em Nova York e que sua mãe também está mortalmente doente, mas se ela demorar para sair, ela perderá a bolsa. A dupla vai de trenó e conhece a mãe de Julie, Debbie. Eles voltam para a casa de Julie, onde Stuart é apresentado ao avô de Julie e eles se unem por Mick Jagger. Todos dançam uma de suas canções. Enquanto dançava, Debbie tem um ataque de tosse, causando preocupação a Julie. Stuart se oferece para arranjar uma enfermeira para Julie para sua mãe, ofendendo Julie. Stuart descarta suas preocupações, afirmando que ofereceu porque se preocupa com Julie. Os dois quase se beijam antes que o assessor de Stuart apareça para levá-lo de volta ao hotel. Stuart pede a Julie para ir com ele, mas ela recusa, sentindo necessidade de ficar com sua mãe.
Do outro lado da cidade, a funcionária de Waffle Town, Dorrie, tenta fazer malabarismos com sua melhor amiga, Addie, que está preocupada que seu namorado vá terminar com ela, e Kerry, uma líder de torcida com quem ela ficou. Kerry visita o restaurante com seus amigos e finge não conhecer Dorrie; Addie faz uma cena com o namorado na lanchonete. Dorrie tenta acalmar Addie, mas ela sai furiosa. Mais tarde, Dorrie e Kerry se encontram no banheiro e se beijam apaixonadamente. Dorrie diz a Keon que Kerry provavelmente estará na festa. Enquanto isso, Tobin planeja dizer a seu melhor amigo, Angie, apelidado de The Duke, que ele gosta dela. Os dois são convidados para uma festa pelo amigo de Duke, JP, que Tobin vê como um rival. Os três acabam roubando o barril da festa e caem em uma vala. Eles esperam o caminhão de reboque em uma igreja próxima onde Duke faz Tobin tocar "Whole of the Moon", mas quando JP e Duke começam a dançar juntos, Tobin vai embora. Duke tenta falar com Tobin sobre isso, que a ignora, irritando-a.
O amigo de Tobin, Keon, tenta organizar uma festa para impressionar um grande DJ, mas seus pais fecham a tentativa de festa em sua casa e são chamados para trabalhar em Waffle Town. Seu amigo e colega de trabalho, Billy, oferece Waffle Town como local de festa, desde que consiga os suprimentos necessários. De volta a casa, a mãe de Julie a convence a ir para a Columbia, afirmando que "quando a vida te oferece algo especial, você pega". Todo mundo acaba na festa de Keon depois que Tobin chega com o barril roubado. Duke chega e Tobin confessa seu amor por ela, ao que ela admite o mesmo. Addie retorna para Waffle Town e pede desculpas a Dorrie por seu comportamento rude. Kerry pede desculpas a Dorrie por seu comportamento quente e frio, beija-a abertamente e as duas começam um relacionamento. Dorrie e Julie contam uma à outra sobre o dia em que Stuart voltou, querendo ver Julie novamente antes de deixar a cidade. As duas se beijam e fazem planos de se encontrar em Nova York quando Julie se mudar para Columbia. A festa do Keon acaba fazendo sucesso, apesar do DJ não vir mais e todo mundo dançar a noite toda.

## Elenco
- Kiernan Shipka como Angie, embora todos a chamem de Duke.
- Isabela Merced como Julie Reyes, que foi aceita na Universidade Columbia, mas não tem certeza se pode deixar sua mãe doente para ir para a faculdade.
- Matthew Noszka como JP Lapierre, o amigo atlético e sexy de Duke, que está na faculdade.
- Liv Hewson como Dorrie, uma garçonete da Waffle Town local. Ela está infeliz por ser ignorada por sua melhor amiga Addie (que só fala sobre seu namorado), e ser ridicularizada por Kerry (com quem ela tem um romance secreto) na frente das líderes de torcida.
- Odeya Rush como Addie, a melhor amiga de Dorrie que está paranóica de que seu namorado vai traí-la.
- Anna Akana como Kerry, uma líder de torcida no armário que frequenta Waffle Town; O interesse amoroso de Dorrie.
- Mitchell Hope como Tobin, que está secretamente apaixonado por seu melhor amigo, Duke.
- Shameik Moore como Stuart Bale, uma estrela pop de passagem pela cidade.
- Joan Cusack como a misteriosa Tin Foil Woman, que aconselha Addie a ter mais auto-estima e valorizar seus amigos.
- Jacob Batalon como Keon, colega de trabalho de Dorrie que espera dar uma festa em seu local de trabalho durante a tempestade de neve.
- Jon e Jamie Champagne como Chad e Pete Reston, os gêmeos que perseguem Tobin.
- Miles Robbins como Billy, um funcionário da Waffle Town.
- D'Arcy Carden como Kira, a publicitária de Stuart.
- Andrea de Oliveira como Debbie, mãe de Julie.
- Victor Rivers como Pops, avô de Julie.
- Mason Gooding como Jeb, o namorado de Addie, que a rejeita.
- Briar Nolet como Lisa, um membro do grupo de amizade de Kerry, que ri de Dorrie.

## Produção
Em setembro de 2014, a Universal Studios optou pelos direitos de adaptação do romance Let It Snow: Three Holiday Romances de Maureen Johnson, John Green e Lauren Myracle. Em março de 2016, Luke Snellin foi anunciado como diretor do filme. Em dezembro de 2018, foi anunciado que o filme seria lançado pela Netflix, com produção prevista para começar em 2019. Em janeiro de 2019, Kiernan Shipka, Isabela Merced, Shameik Moore, Odeya Rush, Jacob Batalon, Miles Robbins, Mitchell Hope, Liv Hewson, Matthew Noszka, Anna Akana e Joan Cusack juntaram-se ao elenco do filme.

## Filmagens
A fotografia principal começou em fevereiro de 2019 em Toronto e Millbrook, Ontário.